# Campanha do Trigo
A Campanha do Trigo (1929-1938) foi uma iniciativa lançada durante a Ditadura Militar e o Estado Novo com o objectivo de atingir a autosuficência produtiva de Portugal. Foi a primeira grande iniciativa do Estado Novo assente no molde ideológico de autarcia.
Inspirada na Bataglia del Grano do fascismo italiano, a Campanha do Trigo incluiu uma série de medidas de apoio à expansão e produção agrícola, como a proteção alfandegária e um mercado do trigo estatizado, com fixação do preço do trigo. Teve maior expressão na região do Alentejo e no tipo de agricultores especializados na produção do trigo, os proprietários latifundiários. 
Resultou na substituição de extensas áreas de montado por áreas de cultivo de cereais, atingindo um elevado desenvolvimento da produção, com um elevado aumento da área cultivada. Através da campanha, a área por cultivar no país decresceu significativamente.

## História
Foi criada no Diário do Governo a 21 de Agosto de 1929, tendo como objectivo: “Directamente: Promover o aumento da produção de trigo até às necessidades do
consumo, evitando assim a saída para o estrangeiro de importantes caudais de ouro; Indiretamente: Dignificar a indústria agrícola como a mais nobre e a mais importante de todas as indústrias e como primeiro fator de prosperidade econômica da Nação”.
O decreto foi assinado pelo ministro  Henrique Linhares de Lima, quem contava como chefe de gabinete com o agrónomo António Pereira de Sousa da Câmara.

## Medidas de apoio
A Campanha do Trigo integrou as seguintes iniciativas de apoio técnico e tecnológico:
- Empréstimo de material agrícola às explorações;
- Estabelecimento de campos experimentais;
- Promoção da escolha e separação de sementes;
- Instalação de celeiros centrais;
- Instrução para a utilização de adubos;
- Assistência técnica direta às explorações.

Foram ainda definidos apoios financeiros, tais como o subsídio de arroteia e o crédito de campanha.

## Consequências
O crescimento da produção esteve na origem de uma grave crise do setor agrícola. Devido à superabundância das colheitas de 1931 e 1936, o preço do trigo sofreu uma forte desvalorização. Em consequência, os mecanismos mais típicos da Campanha do Trigo foram posteriormente eliminados. 
A produção do trigo foi apoiada até aos 1960 e a estatização do seu comércio até aos 1990.
A Campanha do Trigo causou alterações profundas tanto nos modos de vida das populações como nos ecossistemas e biodiversidade. Por exemplo, foi responsável por um agravamento da erosão dos solos.
Apesar de empregar um elevado número de trabalhadores (seareiros ou jornaleiros), esta campanha manteve a situação social no sul do país muito delicada, principalmente por não contribuir para a distribuição da riqueza. A diminuição do desemprego era apenas sazonal e a pobreza mantinha-se.
A longo prazo, a introdução desta política contribuiu para acelerar a emigração em massa, conduzindo à atual tendência de despovoamento e envelhecimento das zonas rurais e ao consequente abandono da atividade agrícola..